# Monoblastus
Monoblastus  (лат.) — род наездников из семейства Ichneumonidae (подсемейство Tryphoninae).

## Распространение
Распространены в Голарктике. Род включает 14 палеарктических и 14 неарктических видов, приуроченных к широколиственным и в меньшей степени субтропическим лесам.

## Описание
Наездники мелкие или средних размеров, длина тела до 10 мм.

## Экология
Паразиты пилильщиков подсемейства Blennocampinae.

## Список видов
В составе рода:
- Monoblastus brachyacanthus Gmelin in Linnaeus, 1790
- Monoblastus caudatus Hartig, 1837
- Monoblastus discedens Schmiedeknecht, 1912
- Monoblastus fulvescens Boyer de Fonscolombe, 1849
- Monoblastus marginellus Gravenhorst, 1829